# 佩图什基区
佩图什基区（俄语：Петушинский район）是俄罗斯联邦弗拉基米尔州下辖的一个区，其行政中心为佩图什基。据2016年统计，该区的人口为64629人。